# Malik Chah II
Pour les articles homonymes, voir Malik Chah.
Mu`izz ad-Dīn Malikchah ben Barkyaruq, Müizzeddin Melikşah ou Malik Chah II est né en 1099/1100. Il est le fils de Barkyaruq. Son père l'a désigné comme son successeur, mais il n'a pas cinq ans quand son père meurt en 1105. C'est en réalité son oncle Muhammed Ier qui prend le pouvoir.

## Biographie
On ne sait rien de ce très éphémère Sultan.